# Haplont
Een haplont is een meercellig eukaryoot organisme met een haplofasische levenscyclus. Een haplont heeft dus alleen een haploïde generatie. De na de bevruchting gevormde diploïde zygote groeit niet uit tot een individu, maar ondergaat meiose, de zogenoemde zygotische meiose, waarbij weer haploïde cellen gevormd worden en hieruit een haploïde meercellig organisme.
Mitoses, groei en ontwikkeling doen zich alleen voor in de haploïde cellen en ook de gameten (geslachtscellen) worden gevormd door mitose. Bij dit type cyclus is er geen sprake meer van generatiewisseling, omdat er vrijwel alleen sprake is van een haploïde generatie. Alleen de zygote (het product van de bevruchting) is een diploïde cel. Men spreekt hier van 'zygotische meiose' omdat de meiose (reductiedeling, rijpingsdeling) direct plaatsvindt na de bevruchting en de vorming van de zygote.
Een haplontische levenscyclus vindt men bij de meeste schimmels en bij sommige groenwieren zoals Chlamydomonas. Voorbeelden zijn verder te vinden bij veel andere algen als Dinophyta, diverse Heterokontophyta en Chlorophyta, bij slijmzwammen (Acrasiomycota) en bij bepaalde schimmels zoals Zygomycota, diverse Chytridiomycota en Ascomycota.
Naast eenhuizige haplonten komen ook tweehuizige haplonten voor.

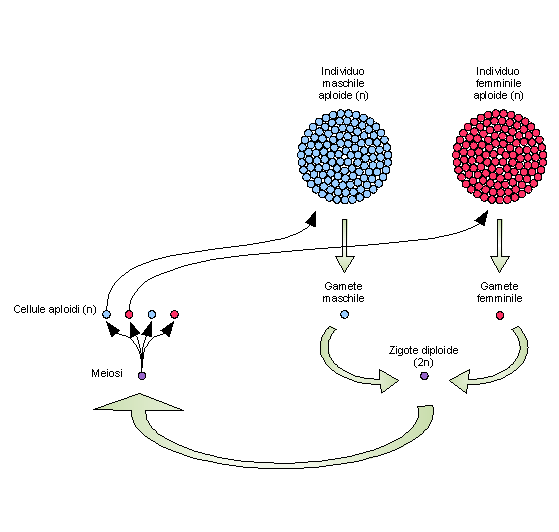
Tweehuizige, heterospore haplont

## Overzicht
| Biologische levenscycli bij meercellige organismen met geslachtelijke voortplanting | Biologische levenscycli bij meercellige organismen met geslachtelijke voortplanting | Biologische levenscycli bij meercellige organismen met geslachtelijke voortplanting | Biologische levenscycli bij meercellige organismen met geslachtelijke voortplanting | Biologische levenscycli bij meercellige organismen met geslachtelijke voortplanting                                                      |
| ----------------------------------------------------------------------------------- | ----------------------------------------------------------------------------------- | ----------------------------------------------------------------------------------- | ----------------------------------------------------------------------------------- | --- |
| Cyto logische kernfase- wisseling                                                   | Organisme type:                                                                     | Haplont:                                                                            | Diplont:                                                                            | Diplohaplont = Haplodiplont: |
| Cyto logische kernfase- wisseling                                                   | Kernfase; Kernfasewisseling:                                                        | Haplofase; Haplofasisch                                                             | Diplofase; Diplofasisch                                                             | Haplofase ↻ Diplofase; Diplohaplofasisch = Heterofasisch                                                                                 |
| Cyto logische kernfase- wisseling                                                   | Meiose moment:                                                                      | Zygotisch ↓                                                                         | Gametisch ↓                                                                         | Sporisch, ↓ Intermediair |
| Morfo- logische generatie- wisseling                                                | Monogenetisch: (monofasisch) →                                                      | Monogenetische haplont                                                              | Monogenetische diplont                                                              | |
| Morfo- logische generatie- wisseling                                                | Digenetisch: (difasisch) →                                                          |                                                                                     | Digenetische diplont                                                                | Digenetische diplohaplont \| Isomorf, isospoor \| ↓ Heteromorf ↓ \| ↓ Heteromorf ↓ \| \| Isomorf, isospoor \| isospoor \| heterospoor \| |
| Morfo- logische generatie- wisseling                                                | Trigenetisch: (trifasisch) →                                                        |                                                                                     |                                                                                     | Trigenetische diplohaplont |
| Isomorf, isospoor                                                                   | ↓ Heteromorf ↓                                                                      | ↓ Heteromorf ↓                                                                      |                                                                                     | |
| Isomorf, isospoor                                                                   | isospoor                                                                            | heterospoor                                                                         |                                                                                     | |